# Concurrentie (ecologie)
Concurrentie (anglicisme: competitie) is het gebruik van de natuurlijke omgeving door organismen met overeenkomstige behoeften. Er kan concurrentie plaatsvinden om ruimte, om voedingsstoffen en water, of (met name bij planten) om licht. Men onderscheidt twee typen concurrentie:
1. interspecifieke concurrentie is de concurrentie tussen individuen van verschillende soorten binnen een levensgemeenschap
2. intraspecifieke concurrentie is de concurrentie tussen individuen van een populatie van één soort (= species)

Intraspecifieke concurrentie is een drijvende kracht achter natuurlijke selectie en een belangrijk mechanisme van de evolutie. De intraspecifieke concurrentie is sterker dan de interspecifieke, omdat de individuen van één soort in sterkere mate overeenkomstige eisen stellen aan hun omgeving, dan de individuen van verschillende soorten.
Daarnaast onderscheidt men twee typen concurrentie op basis van hoe gelijkmatig de concurrerende individuen beïnvloed worden door de concurrentie:
1. Bij scramble competition lijden alle individuen evenveel onder de concurrentie. Als scramble competition te sterk is kan dat ertoe leiden dat een soort uitsterft.
2. Bij contest competition lijden niet alle individuen evenveel onder de concurrentie. De fittere individuen lijden minder onder de concurrentie dan de minder fitte individuen. Hierdoor kan natuurlijke selectie optreden en daadoor evolutie.

Concurrentie kan zowel direct (interferentie) als indirect (exploitatie) zijn. Bij interferentie interageren de organismen direct met elkaar, bijvoorbeeld wanneer 2 vogels vechten om hetzelfde territorium. Bij exploitatie is er geen directe interactie maar leidt het gebruik van een hulpbron door het ene organisme ertoe dat het andere organisme die niet meer kan gebruiken, bijvoorbeeld wanneer een muis en een hert allebei gevallen eikels eten eiken in een bos.
Het begrip concurrentie wordt onder andere gebruikt in:
- wederzijdse uitsluiting (anglicisme: competitieve exclusie): een ecologisch principe dat stelt dat twee soorten niet naast elkaar kunnen bestaan als zij dezelfde niche bezetten en zo in volledige concurrentie zijn
- concurrentie betreft planten die dezelfde behoeften hebben, maar waarin het milieu niet kan voorzien. Ook hier kan er concurrentie plaatsvinden om ruimte, om voedingsstoffen en water, of om licht.